# Eletrobras

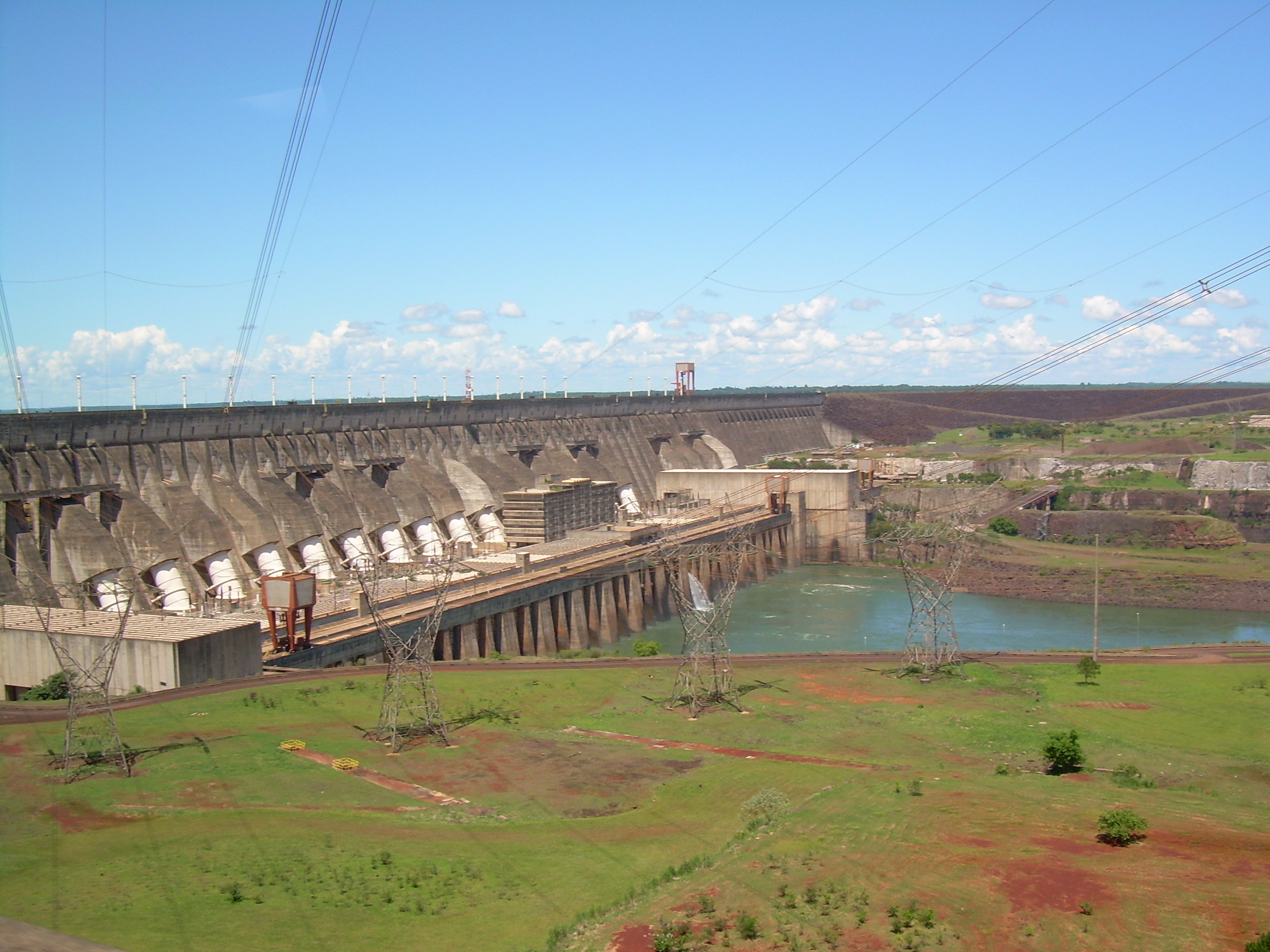
Itaipu waterkrachtcentrale

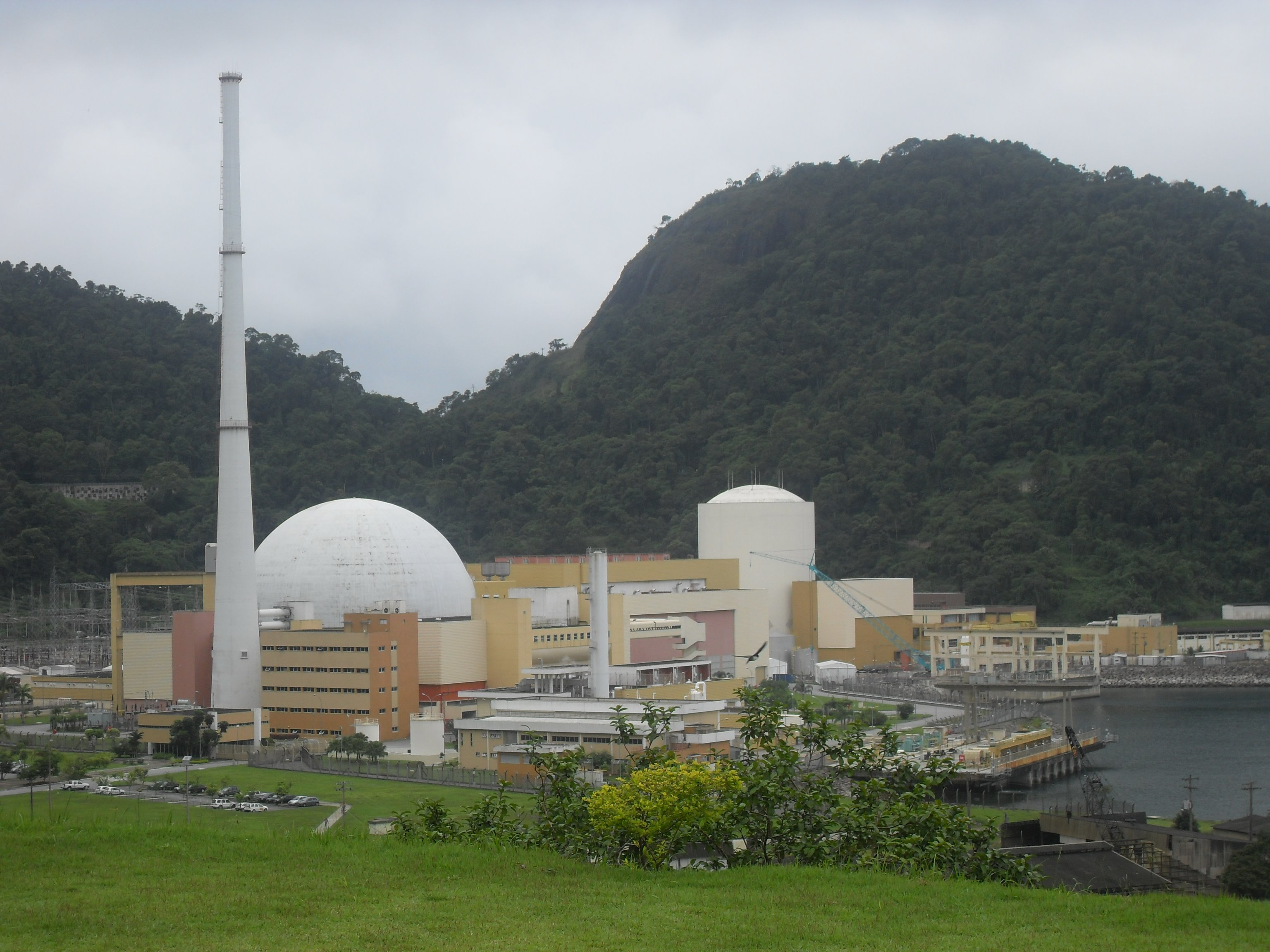
Angra kerncentrale

Eletrobras is de grootste producent van elektriciteit in Brazilië. Het werd in 1962 als staatsbedrijf opgericht en de meerderheid van de aandelen zijn nog steeds in handen van de overheid. 

## Activiteiten
In 1954 deed President Getúlio Vargas het voorstel om Centrais Elétricas Brasileiras (Eletrobras) op te richten. Het voorstel stuitte op weerstand van de oppositiepartijen en pas na zeven jaar werd het voorstel goedgekeurd. Op 11 juni 1962 werd het bedrijf daadwerkelijk opgericht. Eletrobras kreeg tot taken de ontwikkeling en bouwen van elektriciteitscentrales en de aanleg van een nationaal transmissienetwerk om het land van energie te voorzien. 
Eletrobras is in het hele land actief en had per jaareinde 2019 een totaal opgesteld vermogen van 51.143 megawatt (MW), dit is inclusief het aandeel van 50% in de Itaipu waterkrachtcentrale. Dit is zo’n 35% van het totaal opgesteld vermogen in het land. Er wordt, ook met partners, gewerkt aan diverse nieuwe projecten waarmee de capaciteit zal toenemen met zo'n 1745 MW in 2026. Het allergrootste project was de Belo Monte-waterkrachtcentrale, met ruim 11.000 MW aan capaciteit in de deelstaat Pará. In 2016 had het ook nog 115 thermische centrales, maar dit is gedaald naar zeven stuks in 2019. In 2019 had de elektriciteitsproductie een aandeel van 70% in de totale omzet.
Het transmissienetwerk is noodzakelijk om de elektriciteit van de centrales naar de afnemers te brengen. Het hoogspanningsnet van Electrobras heeft een totale lengte van 70.000 kilometer. Deze activiteit zorgt voor de overige 30% van de omzet.
Eletrobras had ook diverse distributiebedrijven in de meer geïsoleerde regio’s van het land. Hier leverde het stroom direct aan de eindgebruiker. In 2016 viel het besluit deze activiteiten te verkopen en dit proces werd in 2019 afgerond.
De belangrijkste bedrijfsonderdelen zijn: Eletrobras Chesf, Eletrobras Furnas, Eletrobras Eletrosul, Eletrobras Eletronorte, Eletrobras CGTEE en Eletrobras Eletronuclear. De Staat heeft een belang van 50% in de Itaipu centrale op de grens met Paraguay, maar deze wordt beheerd door Eletrobras.
Per ultimo 2019 had Eletrobras 35 waterkrachtcentrales volledig in handen en daarnaast nog diverse minderheidsbelangen in andere Braziliaanse centrales. De Itaipu waterkrachtcentrale is de allergrootste met een opgesteld vermogen van 14.000 MW, gevolgd door de Tucuruidam met 8535 MW. Verder beschikt het bedrijf over zeven kleine centrales die vooral gestookt worden op olie met een totale capaciteit van 1770 MW. Eletrobras Eletronuclear is de eigenaar van twee kernreactoren in Angra dos Reis. Angra I heeft een capaciteit van 640 MW en Angra II van 1350 MW. Angra I kwam in 1985 in gebruik en Angra II volgde op 1 september 2000.
In 2019 produceerde het bedrijf 145 tWh aan elektriciteit. Hiervan werd 80% opgewekt door middel van waterkrachtcentrales, 11% kwam van de twee kernenergiecentrales en de rest uit centrales gestookt met fossiele brandstoffen.
De meeste elektriciteit wordt verkocht aan de nutsbedrijven die het distributienetwerk in handen heeft. Deze hebben ook eigen centrales, maar kopen ook zeer veel stroom van Eletrobras. Eletrobras kan ook direct aan klanten leveren, maar alleen aan bedrijven die grootverbruikers zijn. 

### Resultaten
| Jaar          | Productie capaciteit (in megawatt) | Elektriciteit productie (in tWh) | Omzet (in miljoenen) | Nettoresultaat (in miljoenen) |
| ------------- | ---------------------------------- | -------------------------------- | -------------------- | ----------------------------- |
| 2006          | 37.221                             | 241                              | BRL 21.984           | BRL 1026                      |
| 2007          | 38.567                             | 233                              | BRL 25.160           | BRL 655                       |
| 2008          | 39.402                             | 230                              | BRL 28.968           | BRL 8002                      |
| 2009          | 39.453                             | 241                              | BRL 24.832           | BRL –1539                     |
| 2010          | 41.630                             | 230                              | BRL 26.832           | BRL 2553                      |
| 2011          | 41.621                             | 244                              | BRL 29.533           | BRL 3762                      |
| 2012          | 42.333                             | 256                              | BRL 34.064           | BRL 3160                      |
| 2012(herzien) |                                    |                                  | BRL 28.014           | BRL –6781                     |
| 2013          | 42.987                             | 230                              | BRL 28.836           | BRL –6191                     |
| 2014          | 44.156                             | 219                              | BRL 30.138           | BRL –6158                     |
| 2015          | 45.391                             | 209                              | BRL 32.589           | BRL –11.917                   |
| 2016          | 46.857                             | 219                              | BRL 60.749           | BRL 3672                      |
| 2017          | 48.134                             | 134                              | BRL 37.876           | BRL –1726                     |
| 2018          | 49.801                             | 135                              | BRL 25.772           | BRL 13.347                    |
| 2019          | 51.143                             | 145                              | BRL 27.725           | BRL 10.744                    |

## Aandeelhouders
De Staat is nog steeds de grootste aandeelhouder met 44% van de aandelen en aan de overheid gelieerde instellingen houden een belang van 23%. De rest, ongeveer een derde van het totaal, zit bij andere aandeelhouders. 